# 鵜沼台
鵜沼台（うぬまだい）は、岐阜県各務原市の地名。現行行政町名は鵜沼台一丁目から鵜沼台八丁目。

## 地理
各務原市の鵜沼地区に位置する。町域の東部は鵜沼、新鵜沼台、西部は鵜沼東町、緑苑南、南部は鵜沼東町、新鵜沼台、北部は鵜沼、緑苑中に接する。
丘陵地を造成して開発された新興住宅地（小林住宅団地）である。
道路
- みどり坂

## 歴史
昭和40年代、この地域で小林住宅（面積200,617m2、計画戸数750戸）の開発が計画される。
1970年（昭和45年）に新興住宅地としての開発（24.3ha、計画戸数959戸）が完了。
1977年（昭和52年）7月12日に鵜沼の一部をもって鵜沼台を設置する。

## 世帯数と人口
2024年（令和6年）10月1日現在の世帯数と人口は以下の通りである。
| 丁目         | 世帯数  | 人口    |
| ------------ | ------- | ------- |
| 鵜沼台一丁目 | 145世帯 | 302人   |
| 鵜沼台二丁目 | 93世帯  | 180人   |
| 鵜沼台三丁目 | 115世帯 | 267人   |
| 鵜沼台四丁目 | 149世帯 | 318人   |
| 鵜沼台五丁目 | 88世帯  | 192人   |
| 鵜沼台六丁目 | 122世帯 | 256人   |
| 鵜沼台七丁目 | 79世帯  | 189人   |
| 鵜沼台八丁目 | 133世帯 | 307人   |
| 計           | 924世帯 | 2,011人 |

## 小・中学校の学区
市立小・中学校に通う場合、学区は以下の通りとなる。
| 番・番地等 | 小学校                   | 中学校               |
| ---------- | ------------------------ | -------------------- |
| 全域       | 各務原市立鵜沼第三小学校 | 各務原市立緑陽中学校 |

## 交通
- 各務原市ふれあいバス鵜沼線、東西線（朝夕便）

## 主な施設
- 鵜沼台コミュニティセンター
- 各務原鵜沼台郵便局
- 鵜沼台中央公園
- 鵜沼台東公園
- 鵜沼台北公園
- 鵜沼台西公園
- 鵜沼台南第1公園
- 鵜沼台南第2公園